# Lluís Racionero i Grau
Lluís Racionero i Grau   (la Seu d'Urgell, 15 de gener de 1940 - Barcelona, 8 de març de 2020) fou un escriptor, i urbanista, urgellenc que escrigué en català i castellà. Va ser director de la Biblioteca Nacional d'Espanya entre 2001 i 2004.

## Biografia
La seva mare pertanyia a una família de propietaris rurals i el seu pare va ser militar, que en el 36 va fugir a Sant Sebastià i va fer la guerra al bàndol franquista, entrant a la Seu el 1939 amb la columna del general Yagüe
Enginyer Industrial per l'Escola de Barcelona i Llicenciat en Ciències Econòmiques per la Universitat de Barcelona (UB), totes dues titulacions del 1965, el 1973 va obtenir el doctorat cum laude en economia. El 1967 va obtenir la beca Fulbright per doctorar-se en Urbanisme a Berkeley (Califòrnia), on va residir entre 1968 i 1970. En aquella època, va viure la revolta cultural del 1968, que després va narrar a Memòries de Califòrnia (1988). Va ser professor de microeconomia a ESADE i a la Facultat de Ciències Econòmiques (UB) entre 1965 i 1968, i en aquesta facultat, així com en l'Escola d'Arquitectura de Barcelona, també va ser professor d'urbanisme el 1971, matèria que impartiria a la Facultat de Econòmiques de la Universitat Autònoma de Madrid el 1973. El curs 1993-1994 va ser by-fellow del Churchill College de Cambridge.
Va exercir com a consultor en urbanisme per a entitats públiques del Brasil, Algèria i Espanya. A Brasil, el 1972, per encàrrec de la superintendència per al desenvolupament de l'Amazònia, va col·laborar, en un context polític tens, en un pla d'urbanització d'aquesta regió, experiència que va relatar a Sistemas de ciudades y ordenación del territorio (1978).
Va ser número 1 en les llistes d'Esquerra Republicana de Catalunya per la província de Girona en les eleccions generals de 1982, tot i que després també va ser assessor del PP.
El 2001, va ser nomenat director de la Biblioteca Nacional d'Espanya –ho seria fins al 2004– després d'haver-ho estat durant quatre anys del Col·legi d'Espanya a París.
Va escriure tant en català com en castellà. Com a col·laborador en premsa, va publicar a El País, La Vanguardia, la primera època de la revista Ajoblanco i a Mundo Deportivo. L'any 2006 va participar en el programa de televisió Carta Blanca, en l'edició comandada per Antonio Escohotado que va tractar sobre el tema de les drogues.
Racionero es va casar dues vegades per l'església i va viure amb unes altres quatre dones, experiències que li van donar material per al llibre de memòries, Sobrevivir a un gran amor, seis veces. Per l'obra, que es va publicar el 2009, desfilen les sis parelles fixes que va tenir, a les que anomena, simplement i de manera anònima, A, B, C, D, E y F. Les conjectures hi van identificar la seva primera esposa, María José Ragué, i Elena Ochoa, popular pels seus programes sobre sexe, però, segons va deixar molt clar el mateix Racionero, es van equivocar en identificar-hi la també molt popular María Vidaurreta, que mai va ser-ne parella.
Fou l'autor de la concepció i disseny del Claustre Modern de la Seu d'Urgell, claustre civil inspirat en el de la Catedral de la ciutat, amb els capitells tallats per l'escultor Manuel Cusachs, un encàrrec de l'Institut Català del Sòl que es troba al Parc de la Valira.
Poc després de ser nomenat director de la Biblioteca Nacional, va ser acusat de reproduir desenes de pàgines d'un llibre de 1921 per escriure Atenas de Pericles (1993). Racionero es va defensar afirmant que no es tractava d'un plagi sinó d'un cas d'«intertextualitat».

## Obra

### Novel·la
- 1982 Cercamón
- 1985 Raimon o el seny fantàstic
- 1985 La forja de l'exili
- 1986 Els àngels quàntics
- 1996 La Cárcel del amor
- 1999 La Sonrisa de la Gioconda : memorias de Leonardo
- 2000 L'últim càtar
- 2003 El Alquimista trovador
- 2004 Antoni Gaudí: el so de la pedra
- 2010 El Cráneo de Akenatón
- 2011 La Muerte de Venus
- 2013 El Mapa secreto

### No ficció
- 1977 Filosofías del underground
- 1983 Del paro al ocio
- 1985 La Mediterrània i els bàrbars del nord
- 1986 Art i ciència: la dialèctica de la creativitat
- 1987 Microcosmos català
- 1988 Memòries de Califòrnia
- 1990 Florencia de los Médicis
- 1995 El Arte de escribir
- 1997 El Genio del lugar
- 2002 Converses amb Pla i Dalí
- 2006 Los Complejos de la derecha
- 2009 Sobrevivir a un gran amor, seis veces
- 2011 Memorias de un liberal psicodélico
- 2012 Entre dos guerras civiles : memorias sociales y políticas
- 2014 Ética para Alícia : filosofía oriental para jóvenes de hoy